# José Amador Velasco Peña
José Amador Velasco y Peña (Villa de la Purificación, Jalisco, 30 de abril de 1856-Colima, Colima, 30 de junio de 1949) fue un clérigo católico mexicano que ocupó el cargo de IV obispo de la diócesis de Colima desde el 30 de julio de 1903 hasta su muerte en 1949, recordado especialmente por su papel en la Guerra Cristera (1926-1929). 

## Biografía
Nació en la Villa de la Purificación, estado de Jalisco, el día 30 de abril de 1856, siendo hijo del matrimonio formado por Ricardo Velasco Michel (1813, San Gabriel - 1858, Purificación) y María Eduarda Peña y Bracamontes (Purificación).
Fue ordenado sacerdote el 12 de noviembre de 1879, a la edad de 23 años. El 10 de abril de 1886 fue nombrado vicerrector del Seminario Conciliar Tridentino de Colima, hasta su nombramiento como rector del mismo en mayo de 1889, permaneciendo en el cargo hasta 1895. A partir del 12 de enero de 1896 ocupó el cargo de cura de Autlán, erigiendo en ella la vicaria de Tonaya.
Para 1900 José Amador Velasco era también vicario general de la diócesis de Colima, por nombramiento de su III obispo, Atenógenes Silva, promovido ese mismo año al arzobispado de Morelia. El 30 de julio de 1902, el papa León XIII preconizó a José Amador Velasco como IV obispo de Colima , siendo consagrado en el templo de La Merced (Colima), el 30 de agosto de 1903, por José de Jesús Ortiz de Ayala, arzobispo de Guadalajara.
El 12 de diciembre de 1909 fue uno de los co-consagradores de Jaime de Anesagasti como IV obispo de Campeche. El 12 de diciembre de 1912 estableció el primer cabildo de la catedral colimense. El 4 de octubre del mismo año, colocó la primera piedra de la nueva parroquia de San Francisco de Almoloyan.
Durante su largo periodo como encargado de la jurisdicción católica en todo el estado de Colima, debió enfrentar importantes acontecimientos en la historia nacional como la Revolución Mexicana y la llamada Guerra cristera entre otros. En 1915, fue deportado del estado de Colima por el gobernador Juan José Ríos. Durante la Guerra Cristera, se recuerda su permanencia en la diócesis a pesar de la persecución, visitando rancherías y ocultándose en las montañas con auxilio de los guerrilleros de "la cristiada".
En 1939 nombró a Ignacio de Alba coadjutor de la diócesis con derecho a sucesión. Falleció el 30 de junio de 1949, siendo enterrado en la catedral de Colima. Fue sucedido, de manera regular, por Ignacio de Alba, V obispo de Colima.